# Уилям Тарн
Уилям Удторп Тарн (англ. William Woodthorpe Tarn) е британски историк елинист, юрист по образование. Значим изследовател на Александър III Македонски, когото идеализира като носител на „цивилизацията“ на „варварите“. Едно от най-известните му произведения е „Елинистическата цивилизация“ (1927). Съставя няколко глави за „Cambridge Ancient History“ („Кеймбриджка история на Античността“), където описва Александър Македонски, Партското царство и др.

## Биография
Роден е на 26 февруари 1869 г. в Лондон в семейството на Уилям Тарн, търговец на коприна, и Франсис Арти. Има сестра и по-малък брат. Учи в Итън Колидж (1882–1888) и веднага след това се записва в Тринити Колидж към Кеймбриджкия университет. Учи право и през 1894 г. е приет в адвокатската колегия. Сключва брак с Флора Макдоналд през 1896 г., от която има една дъщеря.
Макдоналд се разболява, което постепенно влошава здравето на самия Тарн, и през 1905 г. той претърпява сериозен срив. Оттегля се от адвокатската практика и заминава за Шотландия. По време на Първата световна война работи за британското разузнаване в Лондон. След войната се отдава на научноизследователска дейност, като продължава своите проучвания върху елинистическата цивилазация. През 1928 г. е избран за член на Британската академия. През 1938 г. публикува книгата „Гърците в Бактрия и Индия“, смятана за класическа творба в тази област. През 1939 г. е удостоен с титлата „Почетен член на Тринити Колидж“, а през 1952 г. е посветен в рицарство. Умира на 7 ноември 1957 г. в дома си в Шотландия, близо до Инвърнес.

## Съчинения
- „Antigonos Gonatas“, Оксфорд, 1913.
- „The Hellenistic Age: Aspects of Hellenistic Civilisation“, Кеймбридж, 1923.
- „Hellenistic Civilisation“, Лондон, 1927.
- „Seleucid-Parthian Studies“, Лондон, 1930.
- „Hellenistic Military and Naval Developments“, Кеймбридж, 1930.
- „Alexander the Great and the Unity of Mankind“, Лондон, 1933.
- „The Greeks in Bactria & India“, Кеймбридж, 1938.
- „Alexander the Great“, т. 1–2, Кеймбридж, 1948.
- „Octavian, Antony and Cleopatra“, Кеймбридж, 1965 (съвместно с M. P. Charlesworth).